# Artemisia tomentella
Artemisia tomentella là một loài thực vật có hoa trong họ Cúc. Loài này được Trautv. mô tả khoa học đầu tiên năm 1866.